# Ріардо
Ріардо (італ. Riardo) — муніципалітет в Італії, у регіоні Кампанія,  провінція Казерта.
Ріардо розташоване на відстані близько 155 км на південний схід від Рима, 50 км на північ від Неаполя, 27 км на північний захід від Казерти.
Населення — 2351 особа (2014).
Щорічний фестиваль відбувається 17 січня. Покровитель — Sant'Antonio.

## Демографія
Населення за роками:

Станом на 1 січня 2023 року в муніципалітеті офіційно проживав 151 іноземець з 18 країн, серед них 48 громадян країн Євросоюзу та 9 громадян України.

## Сусідні муніципалітети
- П'єтрамелара
- П'єтравайрано
- Роккетта-е-Кроче
- Теано
- Вайрано-Патенора